# Yuri Járchenko
Yuri Alexándrovich Járchenko –en ruso, Юрий Александрович Харченко– (Roshchino, URSS, 11 de octubre de 1963) es un deportista soviético que compitió en luge en la modalidad individual.
Participó en dos Juegos Olímpicos de Invierno, obteniendo una medalla de bronce en Calgary 1988, en la prueba individual, y el séptimo lugar en Sarajevo 1984. Ganó una medalla de bronce en el Campeonato Mundial de Luge de 1989, en la prueba por equipo.

## Palmarés internacional
| Juegos Olímpicos   | Juegos Olímpicos | Juegos Olímpicos  | Juegos Olímpicos |
| Año                | Lugar            | Medalla           | Prueba           |
| ------------------ | ---------------- | ----------------- | ---------------- |
| 1988               | Calgary (Canadá) | Medalla de bronce | Individual       |
| Campeonato Mundial |                  |                   |                  |
| Año                | Lugar            | Medalla           | Prueba           |
| 1989               | Winterberg (RFA) | Medalla de bronce | Equipo           |